# Lester Rawlins
Lester Rawlins (* 24. September 1924 in Sharon, Pennsylvania; † 22. März 1988 in Manhattan, New York City) war ein US-amerikanischer Schauspieler. 

## Leben
1950 schloss er die Carnegie Mellon College of Drama mit dem BFA ab. Anfangs trat er in Off-Broadway-Produktionen auf und erhielt für Nightride den Drama Desk Award für herausragende Leistungen.
Für den Brodwayaufführung Da erhielt er 1978 den Tony Award als Bester Nebendarsteller und wurde für den Drama Desk Award nominiert. Für The Old Glory wurde er mit dem Obie Award ausgezeichnet.

## Filmographie (Auswahl)
- 1954: The Secret Storm
- 1959: Play of the Week
- 1959: Deadline
- 1960: The New Girl
- 1961–1965: Preston & Preston (The Defenders, Fernsehserie, 6 Folgen)
- 1965: Zivilcourage (Profiles in Courage, Fernsehserie, 1 Folge)
- 1970: Tagebuch eines Ehebruchs (Diary of a Mad Housewife)
- 1971: Der verkehrte Sherlock Holmes (They Might Be Giants)
- 1976: Die Chronik der Adams (The Adams Chronicles, Fernsehserie, 1 Folge)
- 1976–1977: Einsatz in Manhattan (Kojak, Fernsehserie, 4 Folgen)
- 1983: Lovesick – Der liebeskranke Psychiater (Lovesick)
- 1985: Der Equalizer (The Equalizer, Fernsehserie, 1 Folge)